# 楊薰
楊薰（1465年11月15日—16世紀），字大和，江西南昌府南昌縣楊石橋人，明朝政治人物。

## 生平
楊薰是成化二十二年（1486年）的舉人，曾任江都訓導，轉太湖教諭，以義利之辨教育士子，正德三年（1508年）按例參加會試成進士，獲授刑部主事，被貶為潮州通判，為政耿介，陞化州知州時行李沒有餘錢。
之後楊薰改官惠州同知，以苦節自勉，粗衣淡食也不介意，妻子去世後殮送過少，知府陳祥出錢資助他，其餘協助他卻推辭，二人與通判萬應選合稱「三清」。嘉靖年間他陞任四川兵備僉事，改任貴州僉事，致仕後在家居教育諸生，巡撫王守仁寫下「清流臣子」四字送贈給他。

## 家族
曾祖父楊信恒，祖父楊寧，父親楊昌，前母樊氏，母黃氏，继母萬氏。兄杨英 貢士 、杨莊 貢士 、葵，弟芸、蒸、茀、薦、蘇。

## 引用
1. 1 2 3  《正德三年戊辰科進士登科錄》：楊薰 貫江西南昌府南昌縣民籍，直隸太湖縣學敎諭，治詩經，字大和，行十一，年四十四，十月二十八日生，曾祖信恒，祖寧，父昌，前母樊氏，母黃氏，繼母萬氏，具慶下，兄英 貢士 、莊 貢士 、葵，弟芸、蒸、茀、薦、蘇，娶陶氏，繼娶繆氏。江西鄉試第八十四名，會試第二百九十名。
2. ↑  同治《南昌縣志·卷十五·人物志二》：楊薰，字太和，楊石橋人，正德戊辰進士，授主事，謫潮州通判，耿介特立，遷知州去，囊無一錢；厯惠州府同知，嘉靖中陞四川兵備僉事，改貴州致仕，家居循循如諸生，巡撫王守仁書「清流臣子」四字贈之。 白志
3. ↑  民國《太湖縣志·卷十六·職官志二》：楊薰，字太和，江西南昌人，貢生，宏治中任湖教諭，學問宏博，尤嚴義利之辨，啟迪不倦，士林重之，後登進士。
4. ↑  同治《南昌縣志》·卷十·選舉志一：選舉志 進士科……明……正德三年戊辰呂柟榜 楊薰 成化丙午舉人，初授江都訓導，轉太湖教諭，以例會試登正德戊辰二甲進士，授刑部主事，厯官僉事。本家譜，傳見事蹟
5. ↑  光緒《惠州府志·卷二十九·人物》：楊薰，字太和，南昌人也，正德三年進士，任惠州府同知，苦節自礪，惡衣糲食晏如也；妻喪殮送過薄，知府陳祥賻以堂食之，餘薰峻𨚫，時與祥及通判萬應選號曰「三清」。